# Ptychogastria polaris
Ptychogastria polaris is een hydroïdpoliep uit de familie Ptychogastriidae. De poliep komt uit het geslacht Ptychogastria. Ptychogastria polaris werd in 1878 voor het eerst wetenschappelijk beschreven door Allman. 